# Cellettes (Loir y Cher)
 Cellettes  es una población y comuna francesa, en la región de Centro, departamento de Loir y Cher, en el distrito de Blois y cantón de Blois-2.

## Demografía
| 938 | 1004 | 1200 | 1709 | 1922 | 2138 |
| Para los censos de 1962 a 1999 la población legal corresponde a la población sin duplicidades (Fuente: INSEE [Consultar]) |      |      |      |      |      |